# Équipe de France de futsal à la Coupe du monde 2024
Cet article relate le parcours de l'équipe de France de futsal lors de la Coupe du monde 2024 organisée en Ouzbékistan du 14 septembre au 6 octobre. Il s'agit de la première participation des Bleus au tournoi mondial.

## Contexte et qualification

### Contexte
À la suite de l'échec lors des qualifications pour la Coupe du monde 2020, le sélectionneur Pierre Jacky se retire de la tête de l'équipe de France de futsal à l'été 2021 et est remplacé par Raphaël Reynaud, ex-sélectionneur des U21 français alors en poste auprès de U19 ainsi que directeur du nouveau Pôle France depuis 2018.
Dès la première saison, les Bleus connaissent leur première victoire sur une nation du Top 10 mondial, l'Italie en novembre 2021, puis remportent les deux premiers tournois de l'histoire de la sélection, aux Pays-Bas (Tournoi des 4 nations) en décembre et en Croatie (Umag Futsal Nations Cup) en janvier 2022. L'équipe enchaîne sept victoires consécutives, la meilleure série de son histoire. 
En avril 2022, la France poursuit sa montée en puissance par  epremier accueil du Brésil, numéro 1 mondial et quintuple champion du monde, et une courte défaite (2-3),.

### Qualification

#### Tour principal - Groupe 9
La saison 2022-2023 voit la tenue du tour principal des qualifications pour la Coupe du monde 2024 opposant la France (17e au classement mondial, alors meilleure position de son histoire) à la Serbie et la Norvège. Dans la salle de Laval à guichet fermé (3 200 places), les Bleus débutent en étrillant la Norvège (9-1),. Lors de la seconde journée en Serbie, la France réalise seulement le deuxième 0-0 de son histoire,.
L’équipe de France de Futsal remporte son groupe et se qualifie pour le Tour Élite, pour la deuxième fois d’affilée et de son histoire, en dominant pour la première fois de son histoire la Serbie (2-0),,.

En avril 2023, les Bleus participent à un tournoi organisé par la Fédération marocaine de football en compagnie de la Croatie, du Japon et du Maroc et termine la saison par une tournée au Paraguay et deux matchs amicaux contre la sélection locale.
| Rang | Équipe  | Pts | J | G | N | P | Bp | Bc | Diff |  | Résultats (▼ dom., ► ext.) |     |     |     |
| ---- | ------- | --- | - | - | - | - | -- | -- | ---- |  | -------------------------- | --- | --- | --- |
| 1    | France  | 10  | 4 | 3 | 1 | 0 | 14 | 2  | +12  |  | France                     |     | 2-0 | 9-1 |
| 2    | Serbie  | 7   | 4 | 2 | 1 | 1 | 9  | 5  | +4   |  | Serbie                     | 0-0 |     | 5-1 |
| 3    | Norvège | 0   | 4 | 0 | 0 | 4 | 5  | 21 | -16  |  | Norvège                    | 1-3 | 2-4 |     |

| 8 octobre 2022 | France | 9 – 1   | Norvège |                                                                    |                                                                    |
| 21h15          | Mohammed 1re 40e · Bendali 5e 23e · Mouhoudine 12e · M. Touré 22e 29e 39e · M. S. Touré 35e                                                                                   | (3 – 0) | 40e Andreassen | Espace Mayenne, Laval Spectateurs : 2 992 Arbitrage : Gabor Kovacs | Espace Mayenne, Laval Spectateurs : 2 992 Arbitrage : Gabor Kovacs |
| 21h15          | rapport |         | | Espace Mayenne, Laval Spectateurs : 2 992 Arbitrage : Gabor Kovacs | Espace Mayenne, Laval Spectateurs : 2 992 Arbitrage : Gabor Kovacs |
| 21h15          | Durot - Lutin, Mohammed, M. Touré, Mouhoudine Remplaçants : Marquet , Belhaj, Ahssen, Ramirez , M. Touré, Zakehi, N’Gala, Menendez, Bendali. Sélectionneur : Raphaël Reynaud. | Équipes | Rakvaag - Schjetne, Eggen, Moen, Johansen Remplaçants : Ajer, Johansson, Dahl, Welo, Halvorsen, Skinlo, Andreassen, Okland, Lind. Sélectionneur : Silvio Crisari. | Espace Mayenne, Laval Spectateurs : 2 992 Arbitrage : Gabor Kovacs | Espace Mayenne, Laval Spectateurs : 2 992 Arbitrage : Gabor Kovacs |

| 12 octobre 2022 | Serbie | 0 – 0   | France | | |
| 19h00           | |         | | Zorka Sabac Sports Hall, Sabac Spectateurs : 2 000 Diffuseur : FFFTV Arbitrage : Moshe Bohbot, Raafat Al Hamola et Idan Berenshtein | Zorka Sabac Sports Hall, Sabac Spectateurs : 2 000 Diffuseur : FFFTV Arbitrage : Moshe Bohbot, Raafat Al Hamola et Idan Berenshtein |
| 19h00           | rapport |         | | Zorka Sabac Sports Hall, Sabac Spectateurs : 2 000 Diffuseur : FFFTV Arbitrage : Moshe Bohbot, Raafat Al Hamola et Idan Berenshtein | Zorka Sabac Sports Hall, Sabac Spectateurs : 2 000 Diffuseur : FFFTV Arbitrage : Moshe Bohbot, Raafat Al Hamola et Idan Berenshtein |
| 19h00           | Aksentijevic - Matijevic, Tomic, Petrov, Rajcevic. Remplaçants : Vulic , Aleksic, Milosavljevic, Vasic, Rosic, Krasnic, Rakic , Marinkovic. Sélectionneur : Dejan Majes | Équipes | Durot - Touré, Mohammed, Touré, Mouhoudine. Remplaçants : Marquet , Belhaj, Ramirez , Zakehi, Lutin, N'Gala, Guirio, Menendez, Bendali. Sélectionneur : Raphaël Reynaud | Zorka Sabac Sports Hall, Sabac Spectateurs : 2 000 Diffuseur : FFFTV Arbitrage : Moshe Bohbot, Raafat Al Hamola et Idan Berenshtein | Zorka Sabac Sports Hall, Sabac Spectateurs : 2 000 Diffuseur : FFFTV Arbitrage : Moshe Bohbot, Raafat Al Hamola et Idan Berenshtein |

| 2 mars 2023 | Norvège | 1 – 3   | France |                                                |                                                |
| 19h00       | Ramirez 3e (csc) | (1 – 1) | 6e Benslama · 31e Ramirez · 34e (csc) Rakvaag | Rødtindhallen, Tromsø Arbitrage : Denys Kutsyi | Rødtindhallen, Tromsø Arbitrage : Denys Kutsyi |
| 19h00       | rapport |         | | Rødtindhallen, Tromsø Arbitrage : Denys Kutsyi | Rødtindhallen, Tromsø Arbitrage : Denys Kutsyi |
| 19h00       | Rakvaag – Rottingsnes, Eggen, Schjetne, Johansen Remplaçants : Ajer, Okland, Johansson, Andreassen, Wermaker, Welo, Halvorsen, Skinlo, Okland, Lind, Dahl. Sélectionneur : Kai Bardal | Équipes | Durot - M. Touré, Ahssen, Mohammed, Mouhoudine Remplaçants : Marquet , S. Belhaj, Ramirez , Zakehi, Saadaoui, Guiro, Bendali, Ba, Benslama Sélectionneur : Raphaël Reynaud. | Rødtindhallen, Tromsø Arbitrage : Denys Kutsyi | Rødtindhallen, Tromsø Arbitrage : Denys Kutsyi |

| 7 mars 2023 | France | 2 – 0   | Serbie |                                                                                    |                                                                                    |
| 21h00       | Mohammed 16e · Mouhoudine 27e | (1 – 0) | | Espace Mayenne, Laval Diffuseur : Futsal Zone Arbitrage : Eduardo Fernandes Coelho | Espace Mayenne, Laval Diffuseur : Futsal Zone Arbitrage : Eduardo Fernandes Coelho |
| 21h00       | rapport |         | | Espace Mayenne, Laval Diffuseur : Futsal Zone Arbitrage : Eduardo Fernandes Coelho | Espace Mayenne, Laval Diffuseur : Futsal Zone Arbitrage : Eduardo Fernandes Coelho |
| 21h00       | Durot – S. Belhaj, Zakehi, Mohammed, Mouhoudine Remplaçants : Lokoka , M. Touré, Ramirez , Saadaoui, Lutin, Guirio, Bendali, Ba, Benslama. Sélectionneur : Raphaël Reynaud. | Équipes | Aksentijevic – Matijevic, Tomic, Petrov, Rajcevic Remplaçants : Nikolic , Aleksic, Vasic, Ramic, Prsic, Rosic, Simic , Rakic, Marinkovic. Sélectionneur : Dejan Majes. | Espace Mayenne, Laval Diffuseur : Futsal Zone Arbitrage : Eduardo Fernandes Coelho | Espace Mayenne, Laval Diffuseur : Futsal Zone Arbitrage : Eduardo Fernandes Coelho |

#### Tour élite - Groupe C
Lors du second semestre 2023, les Bleus disputent le tour élite de qualification pour le Mondial 2024. Membre du chapeau 3, la France hérite de la Croatie, qu'elle bat deux fois en cinq jours, avant les matchs retours contre la Slovaquie et en Allemagne.

Un seul succès suffit aux Bleus pour s'assurer la tête du groupe et la qualification, acquis par la large victoire face à la Slovaquie (7-1),. La France, première du groupe C, obtient le deuxième meilleur total de points du Tour élite (16 pts) derrière le Kazakhstan, seul à faire un sans-faute.
| Rang | Équipe    | Pts | J | G | N | P | Bp | Bc | Diff |  | Résultats (▼ dom., ► ext.) |     |     |     |     |
| ---- | --------- | --- | - | - | - | - | -- | -- | ---- |  | -------------------------- | --- | --- | --- | --- |
| 1    | France    | 16  | 6 | 5 | 1 | 0 | 27 | 11 | +16  |  | France                     |     | 5-2 | 7-1 | 6-2 |
| 3    | Croatie   | 12  | 6 | 4 | 0 | 2 | 20 | 10 | +10  |  | Croatie                    | 1-2 |     | 4-0 | 4-0 |
| 2    | Slovaquie | 4   | 6 | 1 | 1 | 4 | 14 | 26 | -12  |  | Slovaquie                  | 4-4 | 2-4 |     | 4-3 |
| 4    | Allemagne | 3   | 6 | 1 | 0 | 5 | 11 | 25 | -14  |  | Allemagne                  | 1-3 | 1-5 | 4-3 |     |

| 16 septembre 2023 | Slovaquie                                  | 4 – 4 | France                                            | | |
| | Drahovsky 7e 39e · Smericka 12e · Baco 39e | (2 – 2) | 9e Mohammed · 12e M.S. Touré · 34e 38e Mouhoudine | Sportova hala, Levice Arbitrage : Filip Nesnera Arbitres assistants : Radim Cep - Alice Vévodva Chronométreur : Ladislav Angyal | Sportova hala, Levice Arbitrage : Filip Nesnera Arbitres assistants : Radim Cep - Alice Vévodva Chronométreur : Ladislav Angyal |
| | rapport                                    | |                                                   | Sportova hala, Levice Arbitrage : Filip Nesnera Arbitres assistants : Radim Cep - Alice Vévodva Chronométreur : Ladislav Angyal | Sportova hala, Levice Arbitrage : Filip Nesnera Arbitres assistants : Radim Cep - Alice Vévodva Chronométreur : Ladislav Angyal |
| Kusnir - Smericka, Kozar , Zatovic, Drahovsky. Remplaçants : Karpiak , Vaktor, Rick, Ostrak, Kyjovsky, Cerovsky, Baco, Marton, Medon. Sélectionneur : Marian Berky. | Équipes                                    | Lokoka - Saadaoui, Mohammed , Guirio, Mouhoudine. Remplaçants : Marquet , Belhaj, M. Touré, M.S. Touré, Benslama, Koné, Bendali, Soumaré, Ba. Sélectionneur : Raphaël Reynaud. |                                                   | Sportova hala, Levice Arbitrage : Filip Nesnera Arbitres assistants : Radim Cep - Alice Vévodva Chronométreur : Ladislav Angyal | Sportova hala, Levice Arbitrage : Filip Nesnera Arbitres assistants : Radim Cep - Alice Vévodva Chronométreur : Ladislav Angyal |

| 20 septembre 2023 | France | 6 – 2   | Allemagne | | |
| 21h05             | Mouhoudine 11eGuirio 11e · Mohammed 20e 22e · Belhaj 23e · Menendez 31e | (3 – 1) | 6e Wittig · 29e Sözer | Espace Mayenne, Laval Diffuseur : La chaîne L'Équipe Arbitrage : Cristiano Santos Arbitres assistants : Eduardo Fernandes Coelho - Miguel Castilho Chronométreur : Cédric Pélissier | Espace Mayenne, Laval Diffuseur : La chaîne L'Équipe Arbitrage : Cristiano Santos Arbitres assistants : Eduardo Fernandes Coelho - Miguel Castilho Chronométreur : Cédric Pélissier |
| 21h05             | rapport |         | | Espace Mayenne, Laval Diffuseur : La chaîne L'Équipe Arbitrage : Cristiano Santos Arbitres assistants : Eduardo Fernandes Coelho - Miguel Castilho Chronométreur : Cédric Pélissier | Espace Mayenne, Laval Diffuseur : La chaîne L'Équipe Arbitrage : Cristiano Santos Arbitres assistants : Eduardo Fernandes Coelho - Miguel Castilho Chronométreur : Cédric Pélissier |
| 21h05             | Lokoka - Saadaoui, Mohammed , Guirio, Mouhoudine. Remplaçants : Marquet , Belhaj, M. Touré, Koné, M.S. Touré, Menendez, Bendali, Ba, Benslama. Sélectionneur : Raphaël Reynaud. | Équipes | Wiegels , Wittig , Oliveira, Rodriguez, Aghnima. Remplaçants : Pless , De Grooth , Ak, Meyer, Sözer, Saglam, Herterich, Sentürk, Strickert Rodrigues. Sélectionneur : Marcel Loosveld. | Espace Mayenne, Laval Diffuseur : La chaîne L'Équipe Arbitrage : Cristiano Santos Arbitres assistants : Eduardo Fernandes Coelho - Miguel Castilho Chronométreur : Cédric Pélissier | Espace Mayenne, Laval Diffuseur : La chaîne L'Équipe Arbitrage : Cristiano Santos Arbitres assistants : Eduardo Fernandes Coelho - Miguel Castilho Chronométreur : Cédric Pélissier |

| 5 octobre 2023 | France | 5 – 2   | Croatie | | |
| 21h05          | Belhaj 12e · Saadaoui 32e · Mohammed 34e 40e · Bendali 36e | (1 – 2) | 22e Jelovcic · 27e Sekulic | Espace Mayenne, Laval Spectateurs : 3 200 (guichet fermé) Arbitrage : David Urdanoz Apezteguia Arbitres assistants : Javier Moreno Reina - Pablo Delgado Sastre Chronométreur : Cédric Pelissier | Espace Mayenne, Laval Spectateurs : 3 200 (guichet fermé) Arbitrage : David Urdanoz Apezteguia Arbitres assistants : Javier Moreno Reina - Pablo Delgado Sastre Chronométreur : Cédric Pelissier |
| 21h05          | rapport |         | | Espace Mayenne, Laval Spectateurs : 3 200 (guichet fermé) Arbitrage : David Urdanoz Apezteguia Arbitres assistants : Javier Moreno Reina - Pablo Delgado Sastre Chronométreur : Cédric Pelissier | Espace Mayenne, Laval Spectateurs : 3 200 (guichet fermé) Arbitrage : David Urdanoz Apezteguia Arbitres assistants : Javier Moreno Reina - Pablo Delgado Sastre Chronométreur : Cédric Pelissier |
| 21h05          | Lokoka - Saadaoui, Mohammed , Guirio, Mouhoudine. Remplaçants : Marquet , Belhaj, Touré, Zakehi, Lutin, Touré, Menendez, Bendali, Benslama. Sélectionneur : Raphaël Reynaud | Équipes | Baskovic - Cekol, Jelovcic , Peric, Jurlina. Remplaçants : Primic , Piplica, Muzar, Kustura, Vukmir, Marinovic, Mataja, Kuraja, Sekulic. Sélectionneur : Mavrovic Marinko. | Espace Mayenne, Laval Spectateurs : 3 200 (guichet fermé) Arbitrage : David Urdanoz Apezteguia Arbitres assistants : Javier Moreno Reina - Pablo Delgado Sastre Chronométreur : Cédric Pelissier | Espace Mayenne, Laval Spectateurs : 3 200 (guichet fermé) Arbitrage : David Urdanoz Apezteguia Arbitres assistants : Javier Moreno Reina - Pablo Delgado Sastre Chronométreur : Cédric Pelissier |

| 10 octobre 2023 | Croatie    | 1 – 2 | France                          | | |
| | Sekulic 3e | (1 – 0) | 24e M.S. Touré · 40e Mouhoudine | Sports Hall Dom Sportova, Zagreb Arbitrage : Telmen Undrakh Arbitres assistants : Dag Erik Tangvik, Christian Gundler Chronométreur : Nikola Jelićc | Sports Hall Dom Sportova, Zagreb Arbitrage : Telmen Undrakh Arbitres assistants : Dag Erik Tangvik, Christian Gundler Chronométreur : Nikola Jelićc |
| | rapport    | |                                 | Sports Hall Dom Sportova, Zagreb Arbitrage : Telmen Undrakh Arbitres assistants : Dag Erik Tangvik, Christian Gundler Chronométreur : Nikola Jelićc | Sports Hall Dom Sportova, Zagreb Arbitrage : Telmen Undrakh Arbitres assistants : Dag Erik Tangvik, Christian Gundler Chronométreur : Nikola Jelićc |
| Primic , Cekol, Jelovcic, Peric, Postruzin. Banc : Piplica , Muzar, Kustura, Vukmir, Marinovic , Jurlina, Mataja, Kuraja, Sekulic. Sélectionneur : Marinko Mavrovic. | Équipes    | Lokoka – Tchaptchet, Guirio, De Sa Andrade, Mouhoudine. Banc : Marquet , Belhaj , M. Touré, Zakehi, Saadaoui, Lutin, M.S. Touré, Menendez, Bendali. Sélectionneur : Raphaël Reynaud |                                 | Sports Hall Dom Sportova, Zagreb Arbitrage : Telmen Undrakh Arbitres assistants : Dag Erik Tangvik, Christian Gundler Chronométreur : Nikola Jelićc | Sports Hall Dom Sportova, Zagreb Arbitrage : Telmen Undrakh Arbitres assistants : Dag Erik Tangvik, Christian Gundler Chronométreur : Nikola Jelićc |

| 14 décembre 2023 | France | 7 – 1   | Slovaquie | | |
| 21h05            | Mohammed 1re · Belhaj 6e · Guirio 11e · Korcek 12e (csc) · Mouhoudine 16e 26e · Saadaoui 32e                                                                                     | (5 – 0) | 24e Filip Korcek | Espace Mayenne, Laval Arbitrage : Besar Beqiri Arbitres assistants : Besart Ismajli, Oliver Rodriguez-Ballinger Chronométreur : Victor Chaix | Espace Mayenne, Laval Arbitrage : Besar Beqiri Arbitres assistants : Besart Ismajli, Oliver Rodriguez-Ballinger Chronométreur : Victor Chaix |
| 21h05            | rapport |         | | Espace Mayenne, Laval Arbitrage : Besar Beqiri Arbitres assistants : Besart Ismajli, Oliver Rodriguez-Ballinger Chronométreur : Victor Chaix | Espace Mayenne, Laval Arbitrage : Besar Beqiri Arbitres assistants : Besart Ismajli, Oliver Rodriguez-Ballinger Chronométreur : Victor Chaix |
| 21h05            | Lokoka – Saadaoui, Mohammed , Guirio, Mouhoudine. Banc : Marquet , Belhaj, M. Touré, Ahssen, Zakehi, Lutin, M.S. Touré, Menendez, Bendali. Sélectionneur adjoint : Djamel Haroun | Équipes | Kusnir – Gresko, Smericka, Kozar , Zatovic. Banc : Oberman , Vaktor, Rick, Sevcik, Baco, Ostrak, Medon, Cerovsky, Korcek. Sélectionneur : Marian Berky. | Espace Mayenne, Laval Arbitrage : Besar Beqiri Arbitres assistants : Besart Ismajli, Oliver Rodriguez-Ballinger Chronométreur : Victor Chaix | Espace Mayenne, Laval Arbitrage : Besar Beqiri Arbitres assistants : Besart Ismajli, Oliver Rodriguez-Ballinger Chronométreur : Victor Chaix |

| 20 décembre 2023 | Allemagne | 1 – 3   | France | | |
| 18h30            | Suad Ak (11e) | (1 – 2) | 2e Mouhoudine · 6e Belhaj · 31e M.S. Touré | Ballsport Arena, Dresde Arbitrage : Denys Kutsyi Arbitres assistants : Mariia Myslovska - Orest Dutsiak Chronométreur : Jacob Pawlowski | Ballsport Arena, Dresde Arbitrage : Denys Kutsyi Arbitres assistants : Mariia Myslovska - Orest Dutsiak Chronométreur : Jacob Pawlowski |
| 18h30            | rapport |         | | Ballsport Arena, Dresde Arbitrage : Denys Kutsyi Arbitres assistants : Mariia Myslovska - Orest Dutsiak Chronométreur : Jacob Pawlowski | Ballsport Arena, Dresde Arbitrage : Denys Kutsyi Arbitres assistants : Mariia Myslovska - Orest Dutsiak Chronométreur : Jacob Pawlowski |
| 18h30            | Wiegels – Wittig , Meyer, Ak, Aghnima. Banc : Pless , Grünberg, Matic, Oliveira, Rodriguez, Sözer, Herterich, Schulz, Strickert Rodrigues. Sélectionneur : Marcel Loosveld. | Équipes | Marquet – Saadaoui, Mohammed , Guirio, Mouhoudine. Banc : Lokoka , Belhaj, M. Touré, Ahssen, Zakehi, Lutin, M.S. Touré, Menendez, Bendali. Sélectionneur : Raphaël Reynaud. | Ballsport Arena, Dresde Arbitrage : Denys Kutsyi Arbitres assistants : Mariia Myslovska - Orest Dutsiak Chronométreur : Jacob Pawlowski | Ballsport Arena, Dresde Arbitrage : Denys Kutsyi Arbitres assistants : Mariia Myslovska - Orest Dutsiak Chronométreur : Jacob Pawlowski |

### Matchs de préparation
En avril 2024, pour leur 250e match officiel, les Bleus gagne pour la première fois de leur histoire contre le Brésil (2-3), lors d'un tournoi amical remporté en Lituanie.
En juin, en tournée de fin de saison au Costa Rica pour préparer pour le Mondial, les Bleus obtiennent un nul (3-3) et étirent leur série d'invincibilité à douze matches, un record dans l'histoire de l'équipe de France de futsal.
Réunis à l'Institut national du football de Clairefontaine à partir du 8 août 2024, en dehors d'un court voyage en Espagne. Fin août, les Bleus sont défaits par les vice-champions du monde en titre, l'Argentine, (3-5) à Orléans. Ce résultat met fin à la plus longue série d'invincibilité de la sélection française, seize matchs.
Les Bleus s'envolent ensuite pour Dubaï, où ils disputent leurs deux derniers matches amicaux, face au Turkménistan puis contre l'Arabie saoudite.

## Effectif
Les postes mentionnés se réfèrent à ceux du football. Il faut comprendre que :
- « D - défenseurs » désigne les « meneurs de jeu »,
- « M - milieu de terrain » désigne les « ailiers / meneurs côté »,
- « A - attaquant » désigne les « pivots ».

## Tournoi

### Phase de groupe
Les Bleus entrent en lice le lundi 16 septembre à 17h face au Guatemala, puis enchaînent contre le Venezuela le 19/09 et l'Iran trois jours plus tard.
| Rang | Équipe    | Pts | J | G | N | P | Bp | Bc | Diff |
| ---- | --------- | --- | - | - | - | - | -- | -- | ---- |
| 1    | Iran      | 9   | 3 | 3 | 0 | 0 | 20 | 6  | +14  |
| 2    | France    | 6   | 3 | 2 | 0 | 1 | 14 | 10 | +4   |
| 3    | Venezuela | 3   | 3 | 1 | 0 | 2 | 11 | 17 | -6   |
| 4    | Guatemala | 0   | 3 | 0 | 0 | 3 | 10 | 22 | -12  |

L'équipe de France remporte la première rencontre en Coupe du monde de son histoire, face au Guatemala. Sur le parquet du Bukhara Universal Sports Complex, les hommes de Raphaël Reynaud renversent leurs adversaires en seconde période, après avoir été menés 2-0 après dix minutes mais revenus à égalité grâce au douché de Tchaptchet puis 3-2 à la mi-temps. Désigné capitaine pour sa centième sélection avec le maillot tricolore, Souheil Mouhoudine remet à égalité les Bleus, qui s'appuient sur une bonne entrée de Thibaut Garros au poste de gardien. Dans le dernier quart du match, trois buteurs différents assurent le succès français (6-3),.
| Titulaires :    |               |  |
|                 |               |  |
| 2               | Reyes J.      |  |
| 13              | Campaignac F. |  |
| 12              | Diaz J.       |  |
| 9               | Sandoval M.   |  |
| 5               | Santizo E.    |  |
|                 |               |  |
| Remplaçants :   |               |  |
| 11              | Aguilar A.    |  |
| 7               | Alvarado R.   |  |
| 6               | Marin J.      |  |
| 1               | Mazariegos A. |  |
| 3               | Paniagua J.   |  |
| 8               | Ruiz P.       |  |
| 10              | Ruiz W. 23e   |  |
| 14              | Santizo B.    |  |
| 4               | Tagre N.      |  |
|                 |               |  |
| Sélectionneur : |               |  |
| Carlos Estrada  |               |  |

| Titulaires :    |              |  |
|                 |              |  |
| 1               | Lokoka       |  |
| 3               | M. S. Touré  |  |
| 10              | Mohammed 39e |  |
| 11              | Mouhoudine   |  |
| 14              | Guirio       |  |
|                 |              |  |
| Remplaçants :   |              |  |
| 12              | Garros       |  |
| 2               | Belhaj       |  |
| 4               | Menendez 36e |  |
| 5               | Tchaptchet   |  |
| 6               | Ramirez      |  |
| 7               | Bendali      |  |
| 8               | Saadaoui     |  |
| 9               | Lutin        |  |
| 13              | M. Touré     |  |
|                 |              |  |
| Sélectionneur : |              |  |
| Raphaël Reynaud |              |  |

| Titulaires :    |               |  |
|                 |               |  |
| 2               | Reyes J.      |  |
| 13              | Campaignac F. |  |
| 12              | Diaz J.       |  |
| 9               | Sandoval M.   |  |
| 5               | Santizo E.    |  |
|                 |               |  |
| Remplaçants :   |               |  |
| 11              | Aguilar A.    |  |
| 7               | Alvarado R.   |  |
| 6               | Marin J.      |  |
| 1               | Mazariegos A. |  |
| 3               | Paniagua J.   |  |
| 8               | Ruiz P.       |  |
| 10              | Ruiz W. 23e   |  |
| 14              | Santizo B.    |  |
| 4               | Tagre N.      |  |
|                 |               |  |
| Sélectionneur : |               |  |
| Carlos Estrada  |               |  |

| Titulaires :    |              |  |
|                 |              |  |
| 1               | Lokoka       |  |
| 3               | M. S. Touré  |  |
| 10              | Mohammed 39e |  |
| 11              | Mouhoudine   |  |
| 14              | Guirio       |  |
|                 |              |  |
| Remplaçants :   |              |  |
| 12              | Garros       |  |
| 2               | Belhaj       |  |
| 4               | Menendez 36e |  |
| 5               | Tchaptchet   |  |
| 6               | Ramirez      |  |
| 7               | Bendali      |  |
| 8               | Saadaoui     |  |
| 9               | Lutin        |  |
| 13              | M. Touré     |  |
|                 |              |  |
| Sélectionneur : |              |  |
| Raphaël Reynaud |              |  |

La France bat le Venezuela (7-3) lors de la deuxième journée de phases de groupes et se qualifient en huitièmes de finale, l'objectif initial,. Face au troisième de la dernière Copa America, les Bleus mènent à la mi-temps (3-2). Rattrapée à 3-3, la France prend deux buts d'avance (5-3) avant de bénéficier du power-play adverse et marquer à deux reprises dans le but vide (7-3 final). Abdessamad Mohammed retire son maillot en guise de célébration sur le septième but, geste qui lui vaut un carton jaune synonyme de suspension lors du dernier match de poule et l'assure de disputer le huitième de finale,.
| Titulaires :    |              |  |
|                 |              |  |
| 1               | Lokoka       |  |
| 8               | Saadaoui     |  |
| 10              | Mohammed 40e |  |
| 11              | Mouhoudine   |  |
| 14              | Guirio       |  |
|                 |              |  |
| Remplaçants :   |              |  |
| 12              | Garros       |  |
| 2               | Belhaj       |  |
| 3               | M. S. Touré  |  |
| 4               | Menendez     |  |
| 5               | Tchaptchet   |  |
| 6               | Ramirez      |  |
| 7               | Bendali      |  |
| 9               | Lutin        |  |
| 13              | M. Touré     |  |
|                 |              |  |
| Sélectionneur : |              |  |
| Raphaël Reynaud |              |  |

| Titulaires :    |               |  |
|                 |               |  |
| 12              | Villalobos J. |  |
| 3               | Cabarcas W.   |  |
| 13              | Francia M.    |  |
| 2               | Sanz C.       |  |
| 7               | Viamonte J.   |  |
|                 |               |  |
| Remplaçants :   |               |  |
| 9               | Briceno K.    |  |
| 6               | Carreno V.    |  |
| 14              | Francia S.    |  |
| 4               | Jimenez C.    |  |
| 5               | Moreno A.     |  |
| 10              | Morillo R.    |  |
| 8               | Torres M.     |  |
| 1               | Vasquez C.    |  |
| 11              | Vidal A.      |  |
|                 |               |  |
| Sélectionneur : |               |  |
| R. Romero       |               |  |

| Titulaires :    |              |  |
|                 |              |  |
| 1               | Lokoka       |  |
| 8               | Saadaoui     |  |
| 10              | Mohammed 40e |  |
| 11              | Mouhoudine   |  |
| 14              | Guirio       |  |
|                 |              |  |
| Remplaçants :   |              |  |
| 12              | Garros       |  |
| 2               | Belhaj       |  |
| 3               | M. S. Touré  |  |
| 4               | Menendez     |  |
| 5               | Tchaptchet   |  |
| 6               | Ramirez      |  |
| 7               | Bendali      |  |
| 9               | Lutin        |  |
| 13              | M. Touré     |  |
|                 |              |  |
| Sélectionneur : |              |  |
| Raphaël Reynaud |              |  |

| Titulaires :    |               |  |
|                 |               |  |
| 12              | Villalobos J. |  |
| 3               | Cabarcas W.   |  |
| 13              | Francia M.    |  |
| 2               | Sanz C.       |  |
| 7               | Viamonte J.   |  |
|                 |               |  |
| Remplaçants :   |               |  |
| 9               | Briceno K.    |  |
| 6               | Carreno V.    |  |
| 14              | Francia S.    |  |
| 4               | Jimenez C.    |  |
| 5               | Moreno A.     |  |
| 10              | Morillo R.    |  |
| 8               | Torres M.     |  |
| 1               | Vasquez C.    |  |
| 11              | Vidal A.      |  |
|                 |               |  |
| Sélectionneur : |               |  |
| R. Romero       |               |  |

Dans le dernier match de poule, entre deux équipes déjà qualifiées, la France est battue par l’Iran (1-4). Les Bleus sont accusés, notamment par la star brésilienne Falcao, de perdre volontairement pour obtenir une suite de compétition plus simple,,. Le Paraguay, potentiellement opposé à la France en quarts, et la Libye déposent des réclamations auprès de la FIFA qui n’aboutissent pas. Ce résultat permet d'éviter le Maroc en huitièmes de finale, vainqueur de l'Iran, pourtant quatrième nation mondiale (3-4).
| Titulaires :    |             |  |
|                 |             |  |
| 12              | Garros      |  |
| 5               | Tchaptchet  |  |
| 8               | Saadaoui    |  |
| 9               | Lutin       |  |
| 11              | Mouhoudine  |  |
|                 |             |  |
| Remplaçants :   |             |  |
| 1               | Lokoka      |  |
| 2               | Belhaj      |  |
| 3               | M. S. Touré |  |
| 4               | Menendez    |  |
| 6               | Ramirez     |  |
| 7               | Bendali     |  |
| 10              | Mohammed    |  |
| 13              | M. Touré    |  |
| 14              | Guirio      |  |
|                 |             |  |
| Sélectionneur : |             |  |
| Raphaël Reynaud |             |  |

| Titulaires :    |                |  |
|                 |                |  |
| 2               | Momeni S.      |  |
| 13              | Daoudi A.      |  |
| 7               | Hassanzadeh A. |  |
| 4               | Rafieipour A.  |  |
| 3               | Yousef Khah S. |  |
|                 |                |  |
| Remplaçants :   |                |  |
| 12              | Aghapour S.    |  |
| 14              | Azimi B.       |  |
| 5               | Derakhshani M. |  |
| 11              | Karimi M.      |  |
| 1               | Mohammadi B.   |  |
| 8               | Oladghobad M.  |  |
|                 |                |  |
| Sélectionneur : |                |  |
| Vahid Shamsaee  |                |  |

| Titulaires :    |             |  |
|                 |             |  |
| 12              | Garros      |  |
| 5               | Tchaptchet  |  |
| 8               | Saadaoui    |  |
| 9               | Lutin       |  |
| 11              | Mouhoudine  |  |
|                 |             |  |
| Remplaçants :   |             |  |
| 1               | Lokoka      |  |
| 2               | Belhaj      |  |
| 3               | M. S. Touré |  |
| 4               | Menendez    |  |
| 6               | Ramirez     |  |
| 7               | Bendali     |  |
| 10              | Mohammed    |  |
| 13              | M. Touré    |  |
| 14              | Guirio      |  |
|                 |             |  |
| Sélectionneur : |             |  |
| Raphaël Reynaud |             |  |

| Titulaires :    |                |  |
|                 |                |  |
| 2               | Momeni S.      |  |
| 13              | Daoudi A.      |  |
| 7               | Hassanzadeh A. |  |
| 4               | Rafieipour A.  |  |
| 3               | Yousef Khah S. |  |
|                 |                |  |
| Remplaçants :   |                |  |
| 12              | Aghapour S.    |  |
| 14              | Azimi B.       |  |
| 5               | Derakhshani M. |  |
| 11              | Karimi M.      |  |
| 1               | Mohammadi B.   |  |
| 8               | Oladghobad M.  |  |
|                 |                |  |
| Sélectionneur : |                |  |
| Vahid Shamsaee  |                |  |

### Phase à élimination directe
En huitième de finale, la France affronte la Thaïlande, classée neuvième mondiale, habituée de la Coupe du monde et que les Bleus n'ont jamais affrontée. La France domine mais doit attendre la huitième minute pour ouvrir le score qui ne bouge pas jusqu'à la mi-temps (1-0). Les Thaïlandais sont moins entreprenants (14 tirs contre 26 pour les Bleus). Dès la reprise, la France réussit à doubler la mise, mais les Thaïlandais réduisent la marque sur penalty (2-1) et le portier tricolore doit s'employer à plusieurs reprises. Mohammed redonne deux buts d'avance, avant une nouvelle réduction du score (3-2). Le sélectionneur asiatique fait alors le choix d'évoluer à cinq joueurs de champ (sans gardien) et l'équipe de France en profite pour marquer à deux reprises dans le but vide (5-2 au final).
| Titulaires :        |                     |  |
|                     |                     |  |
| 1                   | Senbat A.           |  |
| 13                  | Jungwongsuk R.      |  |
| 11                  | Osamanmusa M. 11e   |  |
| 10                  | Phalaphruek S.      |  |
| 5                   | Praphaphan I.       |  |
|                     |                     |  |
| Remplaçants :       |                     |  |
| 4                   | Aransanyalak K. 37e |  |
| 14                  | Chaemcharoen A.     |  |
| 12                  | Hankampa K. 39e     |  |
| 3                   | Janphon A.          |  |
| 6                   | Sornwichian J.      |  |
| 8                   | Srirangpirot W.     |  |
| 9                   | Thueanklang S.      |  |
| 2                   | Wingwon N.          |  |
| 7                   | Wongkaeo K.         |  |
|                     |                     |  |
| Sélectionneur :     |                     |  |
| M. Rodrigo 39e, 40e |                     |  |

| Titulaires :    |             |  |
|                 |             |  |
| 1               | Lokoka 39e  |  |
| 8               | Saadaoui    |  |
| 10              | Mohammed    |  |
| 11              | Mouhoudine  |  |
| 14              | Guirio      |  |
|                 |             |  |
| Remplaçants :   |             |  |
| 12              | Garros      |  |
| 2               | Belhaj      |  |
| 3               | M. S. Touré |  |
| 4               | Menendez    |  |
| 5               | Tchaptchet  |  |
| 6               | Ramirez     |  |
| 7               | Bendali     |  |
| 9               | Lutin       |  |
| 13              | M. Touré    |  |
|                 |             |  |
| Sélectionneur : |             |  |
| Raphaël Reynaud |             |  |

| Titulaires :        |                     |  |
|                     |                     |  |
| 1                   | Senbat A.           |  |
| 13                  | Jungwongsuk R.      |  |
| 11                  | Osamanmusa M. 11e   |  |
| 10                  | Phalaphruek S.      |  |
| 5                   | Praphaphan I.       |  |
|                     |                     |  |
| Remplaçants :       |                     |  |
| 4                   | Aransanyalak K. 37e |  |
| 14                  | Chaemcharoen A.     |  |
| 12                  | Hankampa K. 39e     |  |
| 3                   | Janphon A.          |  |
| 6                   | Sornwichian J.      |  |
| 8                   | Srirangpirot W.     |  |
| 9                   | Thueanklang S.      |  |
| 2                   | Wingwon N.          |  |
| 7                   | Wongkaeo K.         |  |
|                     |                     |  |
| Sélectionneur :     |                     |  |
| M. Rodrigo 39e, 40e |                     |  |

| Titulaires :    |             |  |
|                 |             |  |
| 1               | Lokoka 39e  |  |
| 8               | Saadaoui    |  |
| 10              | Mohammed    |  |
| 11              | Mouhoudine  |  |
| 14              | Guirio      |  |
|                 |             |  |
| Remplaçants :   |             |  |
| 12              | Garros      |  |
| 2               | Belhaj      |  |
| 3               | M. S. Touré |  |
| 4               | Menendez    |  |
| 5               | Tchaptchet  |  |
| 6               | Ramirez     |  |
| 7               | Bendali     |  |
| 9               | Lutin       |  |
| 13              | M. Touré    |  |
|                 |             |  |
| Sélectionneur : |             |  |
| Raphaël Reynaud |             |  |

Face au Paraguay rompu aux phases finales de Coupe du monde, dans un match diffusé sur la chaîne L'Équipe à 14h30, les Bleus connaissent une rencontre plutôt fermée et équilibrée en première période et doit attendre la seconde mi-temps avant que le scénario de cette rencontre ne se décante. La France ouvre le score deux minutes après la reprise, concède l'égalisation puis est libérée sur une action individuelle de Mohammed, meilleur buteur de la sélection.
| Titulaires :    |             |  |
|                 |             |  |
| 1               | Lokoka      |  |
| 8               | Saadaoui    |  |
| 10              | Mohammed    |  |
| 11              | Mouhoudine  |  |
| 14              | Guirio      |  |
|                 |             |  |
| Remplaçants :   |             |  |
| 12              | Garros      |  |
| 2               | Belhaj      |  |
| 3               | M. S. Touré |  |
| 4               | Menendez    |  |
| 5               | Tchaptchet  |  |
| 6               | Ramirez     |  |
| 7               | Bendali     |  |
| 9               | Lutin       |  |
| 13              | M. Touré    |  |
|                 |             |  |
| Sélectionneur : |             |  |
| Raphaël Reynaud |             |  |

| Titulaires :    |               |  |
|                 |               |  |
| 12              | Gonzalez G.   |  |
| 4               | Mendez E.     |  |
| 7               | Salas A.      |  |
| 10              | Baez A.       |  |
| 11              | Martinez F.   |  |
|                 |               |  |
| Remplaçants :   |               |  |
| 1               | Insfran I.    |  |
| 5               | Ramirez M.    |  |
| 2               | Rojas A.      |  |
| 3               | Mareco J.     |  |
| 6               | Suarez L      |  |
| 8               | Pascottini P. |  |
| 9               | Martinez H.   |  |
| 13              | Amarilla A.   |  |
| 14              | Espinoza J.   |  |
|                 |               |  |
| Sélectionneur : |               |  |
| Chilavert C.    |               |  |

| Titulaires :    |             |  |
|                 |             |  |
| 1               | Lokoka      |  |
| 8               | Saadaoui    |  |
| 10              | Mohammed    |  |
| 11              | Mouhoudine  |  |
| 14              | Guirio      |  |
|                 |             |  |
| Remplaçants :   |             |  |
| 12              | Garros      |  |
| 2               | Belhaj      |  |
| 3               | M. S. Touré |  |
| 4               | Menendez    |  |
| 5               | Tchaptchet  |  |
| 6               | Ramirez     |  |
| 7               | Bendali     |  |
| 9               | Lutin       |  |
| 13              | M. Touré    |  |
|                 |             |  |
| Sélectionneur : |             |  |
| Raphaël Reynaud |             |  |

| Titulaires :    |               |  |
|                 |               |  |
| 12              | Gonzalez G.   |  |
| 4               | Mendez E.     |  |
| 7               | Salas A.      |  |
| 10              | Baez A.       |  |
| 11              | Martinez F.   |  |
|                 |               |  |
| Remplaçants :   |               |  |
| 1               | Insfran I.    |  |
| 5               | Ramirez M.    |  |
| 2               | Rojas A.      |  |
| 3               | Mareco J.     |  |
| 6               | Suarez L      |  |
| 8               | Pascottini P. |  |
| 9               | Martinez H.   |  |
| 13              | Amarilla A.   |  |
| 14              | Espinoza J.   |  |
|                 |               |  |
| Sélectionneur : |               |  |
| Chilavert C.    |               |  |

En demi-finale, la France affronte l'Argentine à Tachkent (17 h) et diffusé de nouveau sur la chaîne L'Équipe. Contre la championne du monde en 2016 et vice-championne du monde en titre, les Bleus sont menés 1-2 après sept minutes de jeu, égalisent au retour des vestiaires alors que la rencontre voit les fautes se multiplier. Les Tricolores cèdent les premiers, coupables d'une sixième faute synonyme de coup franc transformé (3-2, 37e), les risques pris avec un « power play » ne change pas le score.
| Titulaires :    |              |  |
|                 |              |  |
| 1               | N. Sarmiento |  |
| 3               | Claudino A.  |  |
| 6               | Corso S.     |  |
| 11              | Brandi A.    |  |
| 14              | Taborda P.   |  |
|                 |              |  |
| Remplaçants :   |              |  |
| 12              | Kravetzky N. |  |
| 13              | Arrieta K.   |  |
| 4               | Bolo L.      |  |
| 9               | Borruto C.   |  |
| 8               | Gauna L.     |  |
| 5               | Plaza A.     |  |
| 7               | Rosa M.      |  |
| 2               | Tripodi L.   |  |
| 10              | Vaporaki C.  |  |
|                 |              |  |
| Sélectionneur : |              |  |
| Lucuix M.       |              |  |

| Titulaires :    |             |  |
|                 |             |  |
| 1               | Lokoka      |  |
| 8               | Saadaoui    |  |
| 10              | Mohammed    |  |
| 11              | Mouhoudine  |  |
| 14              | Guirio      |  |
|                 |             |  |
| Remplaçants :   |             |  |
| 12              | Garros      |  |
| 2               | Belhaj      |  |
| 3               | M. S. Touré |  |
| 4               | Menendez    |  |
| 5               | Tchaptchet  |  |
| 6               | Ramirez     |  |
| 7               | Bendali     |  |
| 9               | Lutin       |  |
| 13              | M. Touré    |  |
|                 |             |  |
| Sélectionneur : |             |  |
| Raphaël Reynaud |             |  |

| Titulaires :    |              |  |
|                 |              |  |
| 1               | N. Sarmiento |  |
| 3               | Claudino A.  |  |
| 6               | Corso S.     |  |
| 11              | Brandi A.    |  |
| 14              | Taborda P.   |  |
|                 |              |  |
| Remplaçants :   |              |  |
| 12              | Kravetzky N. |  |
| 13              | Arrieta K.   |  |
| 4               | Bolo L.      |  |
| 9               | Borruto C.   |  |
| 8               | Gauna L.     |  |
| 5               | Plaza A.     |  |
| 7               | Rosa M.      |  |
| 2               | Tripodi L.   |  |
| 10              | Vaporaki C.  |  |
|                 |              |  |
| Sélectionneur : |              |  |
| Lucuix M.       |              |  |

| Titulaires :    |             |  |
|                 |             |  |
| 1               | Lokoka      |  |
| 8               | Saadaoui    |  |
| 10              | Mohammed    |  |
| 11              | Mouhoudine  |  |
| 14              | Guirio      |  |
|                 |             |  |
| Remplaçants :   |             |  |
| 12              | Garros      |  |
| 2               | Belhaj      |  |
| 3               | M. S. Touré |  |
| 4               | Menendez    |  |
| 5               | Tchaptchet  |  |
| 6               | Ramirez     |  |
| 7               | Bendali     |  |
| 9               | Lutin       |  |
| 13              | M. Touré    |  |
|                 |             |  |
| Sélectionneur : |             |  |
| Raphaël Reynaud |             |  |

Les Bleus disputent la petite finale contre l'Ukraine, le dimanche 6 octobre. Apparus tendus et émoussés physiquement, les Bleus sont menés 4-1 après 28 minutes de jeu. Ils tentent alors d'évoluer sans gardien et encaissent trois nouveaux buts sur des frappes lointaines dans le but vide (de 1-4 à 1-7, 30e à 32e). Les Bleus terminent à la quatrième place de leur première Coupe du monde.
| Titulaires :    |                 |  |
|                 |                 |  |
| 2               | Sukhov O.       |  |
| 7               | Semenchenko R.  |  |
| 9               | Abakshin D.     |  |
| 10              | Zvarych M.      |  |
| 13              | Korsun I.       |  |
|                 |                 |  |
| Remplaçants :   |                 |  |
| 1               | Tsypun K.       |  |
| 12              | Savenko Y.      |  |
| 3               | Shved N.        |  |
| 4               | Melnyk A.       |  |
| 5               | Zhuk Y.         |  |
| 6               | Mykytiuk M.     |  |
| 8               | Cherniavskyi I. |  |
| 11              | Fareniuk A.     |  |
|                 |                 |  |
| Sélectionneur : |                 |  |
| Kosenko O.      |                 |  |

| Titulaires :    |             |  |
|                 |             |  |
| 12              | Garros      |  |
| 8               | Saadaoui    |  |
| 10              | Mohammed    |  |
| 11              | Mouhoudine  |  |
| 14              | Guirio      |  |
|                 |             |  |
| Remplaçants :   |             |  |
| 1               | Lokoka      |  |
| 2               | Belhaj      |  |
| 3               | M. S. Touré |  |
| 4               | Menendez    |  |
| 5               | Tchaptchet  |  |
| 6               | Ramirez     |  |
| 7               | Bendali     |  |
| 9               | Lutin       |  |
| 13              | M. Touré    |  |
|                 |             |  |
| Sélectionneur : |             |  |
| Raphaël Reynaud |             |  |

| Titulaires :    |                 |  |
|                 |                 |  |
| 2               | Sukhov O.       |  |
| 7               | Semenchenko R.  |  |
| 9               | Abakshin D.     |  |
| 10              | Zvarych M.      |  |
| 13              | Korsun I.       |  |
|                 |                 |  |
| Remplaçants :   |                 |  |
| 1               | Tsypun K.       |  |
| 12              | Savenko Y.      |  |
| 3               | Shved N.        |  |
| 4               | Melnyk A.       |  |
| 5               | Zhuk Y.         |  |
| 6               | Mykytiuk M.     |  |
| 8               | Cherniavskyi I. |  |
| 11              | Fareniuk A.     |  |
|                 |                 |  |
| Sélectionneur : |                 |  |
| Kosenko O.      |                 |  |

| Titulaires :    |             |  |
|                 |             |  |
| 12              | Garros      |  |
| 8               | Saadaoui    |  |
| 10              | Mohammed    |  |
| 11              | Mouhoudine  |  |
| 14              | Guirio      |  |
|                 |             |  |
| Remplaçants :   |             |  |
| 1               | Lokoka      |  |
| 2               | Belhaj      |  |
| 3               | M. S. Touré |  |
| 4               | Menendez    |  |
| 5               | Tchaptchet  |  |
| 6               | Ramirez     |  |
| 7               | Bendali     |  |
| 9               | Lutin       |  |
| 13              | M. Touré    |  |
|                 |             |  |
| Sélectionneur : |             |  |
| Raphaël Reynaud |             |  |

## Statistiques
Aucune français n'inscrit quatre buts ou plus durant le tournoi. Pour autant, chaque joueur de champ marque au moins un but.
Abdessamad Mohammed fait partie des deux meilleurs passeurs du tournoi avec six passes décisives en compagnie de l'Ukrainien Danyil Abakshyn,. Mohammed fait aussi partie des neuf joueur ayant remporté deux titres de Joueur du Match.
| Nom         |   |   |   |   |   |   |   | Titulaire | Remplaçant | Buts |
| ----------- | - | - | - | - | - | - | - | --------- | ---------- | ---- |
| Lokoka      | T | T | r | T | T | T | r | 5         | 2          |      |
| Garros      | r | r | T | r | r | r | T | 2         | 5          |      |
| Saadaoui    | r | T | T | T | T | T | T | 6         | 1          | 3    |
| Mohammed    | T | T | r | T | T | T | T | 6         | 1          | 3    |
| Mouhoudine  | T | T | T | T | T | T | T | 7         | -          | 2    |
| Guirio      | T | T | r | T | T | T | T | 6         | 1          | 1    |
| Belhaj      | r | r | r | r | r | r | r | -         | 7          | 1    |
| Touré M. S. | T | r | r | r | r | r | r | 1         | 6          | 2    |
| Menendez    | r | r | r | r | r | r | r | -         | 7          | 2    |
| Tchaptchet  | r | r | T | r | r | r | r | 1         | 6          | 2    |
| Ramirez     | r | r | r | r | r | r | r | -         | 6          | 3    |
| Bendali     | r | r | r | r | r | r | r | -         | 6          | 1    |
| Lutin       | r | r | T | r | r | r | r | 1         | 6          | 2    |
| Touré M.    | r | r | r | r | r | r | r | -         | 7          | 2    |